# Botrie

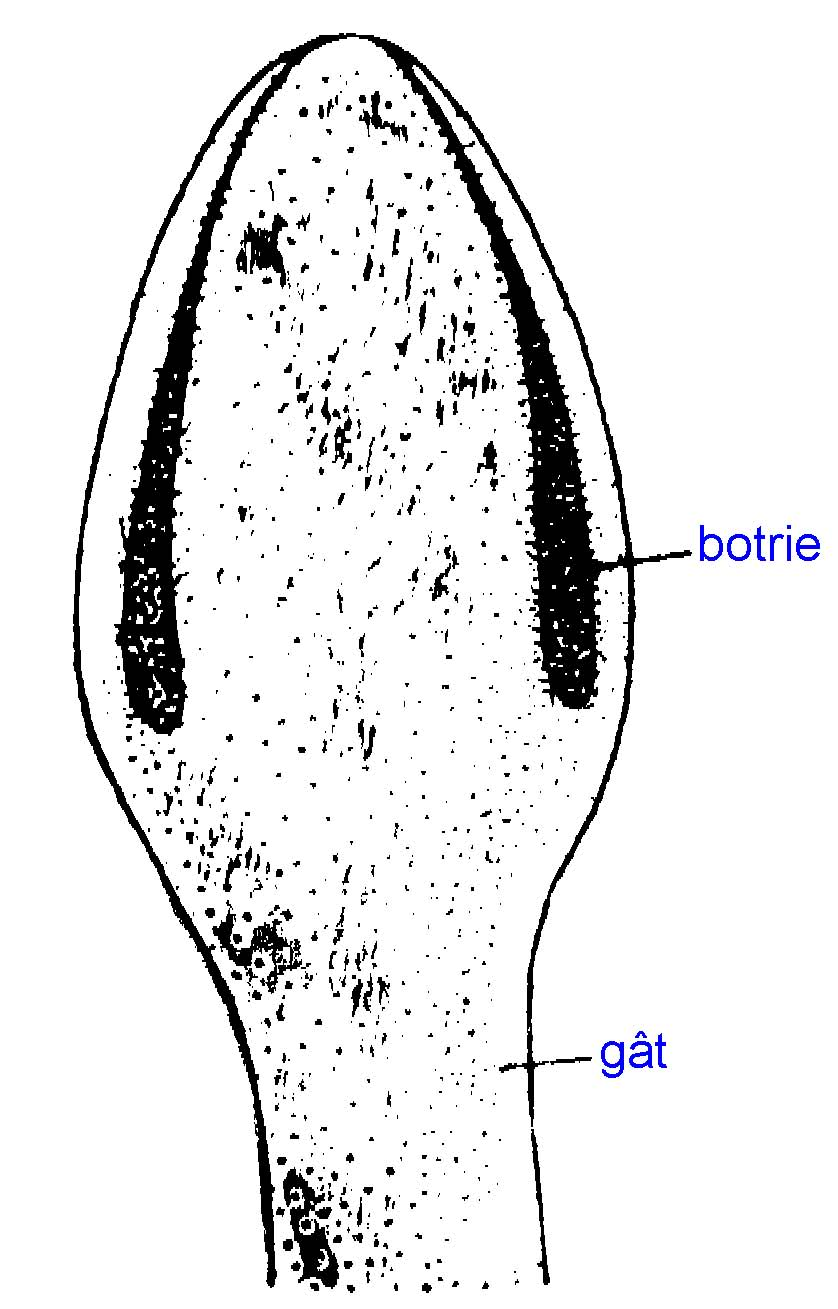
Scolex de Diphyllobothrium

Botriile (bothrium)  (din greaca bothrion = groapă mică sau șăntuleț, diminutiv de la bothros groapă, șanț) sunt organe de fixare slabe situate pe scolex la unele cestode. Au forma unor simple înfundături (depresiuni sau șanțuri) alungite, longitudinale ale scolexului. Au o musculatură puțin dezvoltată, lipsită de fibre radiare și nediferențiată de parenchimul vecin. Se găsesc în număr de două (la pseudofilide) sau de patru (la tetrarinchide). Unii autori folosesc termenul de pseudobotridii pentru botrii. 
Pseudofilidele (Pseudophyllidea) au scolexul prevăzut în general cu 2 botrii  (putând însă lipsi prin regresie sau să se multiplice până la șase) situate pe fața dorsală și respectiv ventrală. Botriile pseudofilidelor au aspectul unor depresiuni simple, înguste și alungite, cu un contur mai mult sau mai puțin net delimitat, fără musculatură specializată. Mai rar sunt însoțite de organe de fixare accesorii. Acest  tip de organe de fixare se numește pseudofilidian.
Tetrarinchidele (Tetrarhynchidea) au scolexul, mult alungit, prevăzut cu patru botrii, alături de care proeminează în afară patru trompe lungi, prevăzute cu numeroase cârlige. Acest  tip de organe de fixare se numește tetrarinchidian.
Botridiile, un alt tip de organe de fixare la cestode sunt totdeauna în număr de patru, fiind organe de fixare mai evoluate decât botriile. Ele proeminează pe scolex sau chiar sunt pedunculate și au musculatură mai bine diferențiată decât la botrii, formată din fibre circulare și din fibre radiare.